# Arquipélago de Cairu
Cairu é um arquipélago brasileiro localizado no Oceano Atlântico, separado do continente apenas por um braço do mar, muito próximo à costa de Salvador, no estado da Bahia. Nele, está localizado o município de Cairu. É um dos dois únicos municípios brasileiros inteiramente localizados dentro de um arquipélago (o outro sendo Ilhabela, no estado de São Paulo).
É formado por 26 ilhas dentre as quais destacam-se a de Tinharé e a de Boipeba, e cujas localidades mais conhecidas é Morro de São Paulo e Moreré.[carece de fontes?]

## Patrimônio arquitetônico
- Fortaleza do morro de São Paulo